# أمراض الأظافر
تختلف أمراض الأظافر عن أمراض الجلد على الرغم من أن الاظافر هي اطراف الجلد، فلها علاماتها الخاصة وأعراضها التي قد تتعلق بحالات طبية أخرى حالات الأظافر التي تظهر علامات للعدوى أو الالتهاب تتطلب مساعدة طبية تشوه أو مرض الطفل قد يشير إلى اعتلال ظفري

## الأمراض
- الاعتلال الظفري هو التهاب في طيات الظفر (الانسجة المحيطة من صفيحة الظفر)من الظفر مع تشكل القيح وسفك للظفر نتائج اعتلال الظفر من دخول الميكروبات المجهرية عن طريق الجروح
- تساقط الاظافر المعروف باسم"الاظافر الناميه" (ظفر ناشبة) من الممكن أن تؤثر علي أي من الاصابع أو اصابع القدم في هذه الحالة يقطع ظفرا في أحد أو كلا الجانبين من سرير الظفر مما يؤدي إلى الالتهاب والعدوى المحتملة النسبة نادره لهذه الحالة في الاصابع تشير إلى أن الضغط من الأرض أو الحذاء على اصبع القدم هو العامل الرئيسي الحركات المشاركة في المشي أو الاضطرابات الجسدية الأخرى ممكن أن تساهم في هذه المشكله نشوب الظفر المعتدل، لاسيما في حال غياب العدوى ويمكن علاجها عن طريق تقليم وتقريب الظفر في الحالات الأكثر تقدما والتي عادة تشمل العدوى يتم التعامل معها عن كريق الاستئصال الجؤاحي اللحم النامي من الظفر من الاسفل إلى اصله العظمي حراريا أو كيه كيميائيا من الجذر لمنع تكرارها وهذا مايسمى بالعمليات اسئصال المصفوفة يتم تحقيق أفضل النتائج من خلال كي المصفوفة مع الفينول إجراء فاندينبوس هي طريقة فعالة للغاية التي تركز على اسئصال الانسجة الزائدة من طيات الاظافر دون أن يؤثر ئلك على صحة الاظافر والاظافر المصفوفة إجراء فاندينبوس يظهر معدلان نجاح عالية في القضاء على اعتلال الظفر دوت تغير في شكل الاظافر العادي فهو اقل قعالة والاعلاج هو استئصال المصفوفة التي تسمى احيانا "إجراء الصلب البارد (من غير تسخين)
- حثل الظفر هو تشوه الاظافر التي يمكن أن تنتج عن العلاج الكيمائي للسرطان والتي تشمل بليومسين وهيدروكسي يوريا أو 5فلوريوراسيل (ادوية مضادة للاورام) ويمكن أن تشمل تلون الظفر أو شذوذ التصبغ
- انعقاف الاظافر ويسمى أيضا مسمار الظفر وهو سماكة وزيادة في انحناء الظفر وعادة مايكون نتيجة اصابة في المصفوفة وقد يكون وراثي جزئي ويمكن أن يحدث أيضا نتيجة الإهمال طويل المدى ويكون أكثر شيوعا وظهورا فياصبع القدم الكبير أو يمكن ظهوره في اصابع القدم الأخرى وكذلك الاظافر ويكون في الظفر المتضرر العديد من الاخاديد والتلال، هو اللون البني وينمو بسرعة أكبر في جانب واحد أكثر من الآخر من الصعب قطع الاظافر المنحنية السميكة وغالبا تبقى دون قص مما ادى إلى تفاقم المشكلة
- انعقاف الاظافر هو تخفيف الجزء الظاهر من سرير الظفر، وعادة ما يبدا في الحدود الحرة ومستمرا لهليل الظفر وكثيرا مايترافق مع اضطرابات داخلية والصدمات النفسية والعدوى وفطريات الظفر والحساسية لمنتج تحسين الظفر أو الاثار الجانبية للادوية
- تساقط الاظافر هو انفصال وسقوط الظفر من سرير الظفر. وتشمل الاسباب الشائعة العدوى الموضعية، الإصابة الطفيفة في سرير المصفوفة أو المرض الشامل بل هو احيانا تاثير جانبي للمعالجة الكيميائية أو الاشعة السنية لعلاجات مرض السرطان بمجرد ازالة سبب المرض سوف تتشكل صفيحة ظفر جديدة
- الفطار الظفري والمعروف أيضا بسعفة الظفر، هو مرض معد من الظفر الناتج عن نفس الكائنات الفطرية التي تسبب سعفة الجلد (حمرة المشعرة) والانواع المشعرة النادرة مثل الندفيه ويمكن أن يؤدي ال تغير اللون والسماكة وانهيار الاظافر وغالبا مايعالج عن طربق الادوية الفمويه القوية التي تسبب نادرا اثار جانبية خطيرة بما في ذلك فشل الكبد متوسط فطار الاظافر يستجيب احيانا إلى مجموعة من الادوية المضادة للفطريات الموضعية واحيانا تطبق خصوصا ورنيش الظفلر الطبي والفحص الدوري لسطح الظفر في الفطار الظفري المتقدم خصوصا في حالة اصابة أكثر من ظفر يفضل استخدام الانظة الدوائية وتفضل (الحبوب) وغالبا تستخدم العلاجات المنزلية برغم الخلاف على فعاليتها مثل الحبوب
- تقرن فراش الظفر هو نمو الظهارة المتقرنة في الظفر
- تساقط الاظافر هو سفك الدوري لواحد أو أكثر من الاظافر كليا أو جزئيا هذه الحالة قد تتبع بعض الامراض مثل الزهري، أو يمكن أن تنتج عن الحمى، والصدمات النفسية، واضطرابات جهازيو أو رد فعل سلبي للادوية
- تكسر الاظافر المعروف أيضا باسم الاظافر الهشة هو هشاشة مع تكسر الاظافر أو اظافر القدم
- الداحس هو عدوى بكتيرية أو فطرية حيث لقاء الظفر والجلد
- تقعر الاظافر هو عندما تكون منحيات الظفر للاعلى (يصبح بشكل الملعقة) بسبب نقص الحديد العملية العادية للتغير هي: الاظافر الهشة، واستقامة الظفر، والاظافر على شكل ملعقة
- الورم الدموي تحت الظفر يحدث عندماتنتج الصدمة تجمع الدم أو ورم دموي تحت الظفر وقد تنجم عن اصابة حادة أو من تكرار الصدمة البسيطة مثل رشح في الاحذية الاصغر القيلة الحادة تحت الظفر مؤلمة جدا وعادة مايتم علاجها عن طريق الإفراج عن الدم من خلال خلق ثقب صغير في الظفر الحفر والكي الحراري طرق مشتركة لخلق ثقب لا يتم استخدام الكي الكي الحراري على الظافر الاكريليك لانها فابلة للاشتعال
- مطرس الظفر ورم لمصفوفة الظفر
- ظفر الفقاع وهو مرض مناعي ذاتي
- ارومات الكريه الحمراوالاشرطة الحمراء في الاظافر من بعض حالات الالتهاب
- الميلانية تلون الظفر باللون الاسود أو البني لاسباب عديدة

تغيرات الاظافر والظروف المرتبطة بها
فحص الاظافر ممكن أن يشير حالة الجسم الداخلية أيضا امراض الاظافر قد تكون دقيقه للغاية وينبغي تقيمها من قبل طبيب امراض جلدية مع التركيز في هذا المجال من الطب وقد يكون فني الاظافر امل من لاحظ التغير الدقيق في صحة الاظافر

## المرونة
- ترتبط هشاشة الاظافر مع نقص الحديد ومشكلات الغدة الدرقية واختلال وظائف الكلى
- الانشطار والصدفية امراض جلدية بسبب القصور من حمض الفوليك والبروتين وفيتامين ج
- السمك غير العادي المرتبط مع مشاكل في الدورة الدموية

## الشكل والملمس
- تعجر الاظافر التي تنحني للاسفل حول اطراف الاصابع مع اسرة الظفرذلك الانتفاخ يترافق مع نقص الاكسجين والرئة والقلب أو امراض الكبد
- تقعر الاظافر عرضية أو الاظافر التي تنمو للاعلى يرتبط فقر الدم الناتج عن نقص الحديد أو نقص B12 فقر الدم العوزي
- ويرتبط انطباع الاظافر مع خطوط الصدفية
- الحروف الافقية في الاظافر

### تلون سرير الظفر باكمله
- يرتبط اصفرار الظفر مع التهاب الشعب الهوائية المزمن، والمشاكل اللمفاوية ومرض السكري واظطرابات الكبد
- ويرتبط سرير الظفر البني بالنحاس، ويرتبط بالعدوى الفطرية المحلية
- ويرتبط الاحمرار مع امراض القلب

### تتغير الألوان الأخرى والعلامات
ميلامين الظفر (تسليط الضوء على أو اظلامه أو لا تنمو خارجا)وخصوصا على الإبهام أو اصبع القدم الكبير، قد تشير إلى سرطان الجلد تحت الظفر
- خطوط البيضاء في الظفر (مخططة وبش) قد تكون خطوط ميس أو خطوط موهيكز
- خطوط بيضاء صغيرة في الظفر (وبش) تعرف تبيض الاظافر
- ترتبط الاظافر الداكنة مع نقص B12 العوزي
- وترتبط البقع بصفيحة الظفر (وليس الظفر) مع التخين واستخدام الحناء

## العلاج
في الواقع مايقارب نصف الحالات المشتبه فيها الإصابة بفطار الاظافر لم تكن من عدوى فطرية ولكن بعض ضمور الاظافر فقط قبل البدء في العلاجات المضادة للفطريات عن طريق الفم يجب على مقدمي الرعاية الصحية التأكد من وجود عدوى إدارة العلاج للاشخاص بدون وجود عدوى هي رعاية لا داعي لها ويسبب التعرض لها للاثار الجانبية غير الضرورية.